# هيلين فرانكينثالر
هيلين فرانكنثالر (بالإنجليزية:  Helen Frankenthaler)‏ (و.12 ديسمبر 1928 - 27 ديسمبر 2011) رسامة تعبيرية تجريدية أمريكية. كانت مساهمًا رئيسيًا في تاريخ الرسم الأمريكي بعد الحرب. بعد أن عرضت أعمالها لأكثر من ستة عقود (أوائل الخمسينيات حتى عام 2011)، بدأت في عرض لوحاتها التعبيرية التجريدية في المتاحف وصالات العرض المعاصرة في أوائل الخمسينيات. ولدت في مانهاتن وتأثرت بلوحات كليمنت غرينبيرغ وهانس هوفمان، وجاكسون بولوك.كان عملها موضوعًا لعدة معارض بأثر رجعي، بما في ذلك معرض استعادي في عام 1989 في متحف الفن الحديث في مدينة نيويورك، وتم عرضه في جميع أنحاء العالم منذ الخمسينيات. في عام 2001، حصلت على الميدالية الوطنية للفنون.

## جوائز
حصلت فرانكنثالر على الميدالية الوطنية للفنون في عام 2001. وفازت بالجائزة الأولى للرسم في بينالي باريس الأول (1959)؛ وميدالية المعبد الذهبي، أكاديمية بنسلفانيا للفنون الجميلة، فيلادلفيا (1968) ؛ وجائزة عمدة مدينة نيويورك للفنون والثقافة (1986)؛ وجائزة الفنان المتميز للإنجاز مدى الحياة، جمعية كلية الفنون (1994). في عام 1990 تم انتخابها في الأكاديمية الوطنية للتصميم كعضو منتسب، وأصبحت عضوًا دائم فيها عام 1994.

## وفاتها
توفيت فرانكنثالر في 27 ديسمبر 2011 عن عمر ناهز 83 عامًا في دارين، كونيتيكت، بعد معاناته الطويلة من مرض لم يكشف عنه.

## روابط خارجية
- هيلين فرانكينثالر على موقع الموسوعة البريطانية (الإنجليزية)
- هيلين فرانكينثالر على موقع ميوزك برينز (الإنجليزية)
- هيلين فرانكينثالر على موقع إن إن دي بي (الإنجليزية)
- هيلين فرانكينثالر على موقع ديسكوغز (الإنجليزية)
- مؤسسة هيلين فرانكينثالر
- فيديو: هيلين فرانكنثالر في Turner Contemporary ، مارغيت بقلم لورا بوشيل على Artinfo 4 مارس 2014
- روبرتا سميث، فنانان اعتنقوا الحرية نيويورك تايمز، 12/29/11
- أمثلة على أعمال هيلين فرانكنثالر الفنية على AskART.
- طريقة فرانكنتالر الجديدة لصنع الفن، وول ستريت جورنال، 8 نوفمبر 2008
- هيلين فرانكنثالر في المعرض الوطني لمجموعة أستراليا كينيث تايلر
- هيلين فرانكنثالر «محاضرة تجربة معاصرة» متحف بالتيمور للفنون: بالتيمور، ماريلاند، 1970 تم الوصول إليه في 26 يونيو 2012
- هيلين فرانكينثالر في متحف يوتا للفنون الجميلة